# Hymenophyllum assurgens
Hymenophyllum assurgens är en hinnbräkenväxtart som beskrevs av M. Kessler och A. R. Sm. Hymenophyllum assurgens ingår i släktet Hymenophyllum och familjen Hymenophyllaceae. Inga underarter finns listade.